# مموری فیری
مموری فیری (انگلیسی: Memory Phiri؛ زادهٔ ۱۲ مهٔ ۱۹۹۸) بازیکن فوتبال اهل زامبیا است.
وی همچنین در تیم‌های ملی فوتبال Zambia women's national under-17 football team و Zambia women's national under-20 football team بازی کرده‌است.